# E스포츠 연맹
e스포츠 연맹(eSports 聯盟, eSPORTS Federation)은 스타크래프트 II 프로게임단과 리그 관계자들이 결성한 단체였다. 스타크래프트 II 협의회가 해산된 후 2012년 3월 28일 출범을 선언, 2012년 스타크래프트2 프로게임단 스타테일, IM, 프라임, MVP, NS호서, FXOepn, TSL 등 7개 팀으로 구성되었다.
e스포츠 연맹은 가입 의사만 밝히면 특별한 조건 없이 가입 가능하며, 외국 게임단의 문호 개방의 역할을 담당했다.
2012년 10월 19일 초대 회장이었던 원종욱 감독이 SlayerS팀과의 연습 제재와 관련된 문제로 사퇴하였다.
2012년 11월 16일 곰TV가 회장사 제안을 수락, 그래텍의 배인식 대표가 e스포츠 연맹의 회장을 맡게되었다.
2014년 1월 28일 e스포츠 연맹의 해체를 공식적으로 발표하였다.

## 구성

### 1대 구성원
- 회장: 원종욱 (스타테일 총 감독)

- 운영위원장: 강동훈 (LG-IM 감독)

- 운영위원
  - 이운재 (TSL 감독)
  - 박외식 (Prime 감독)
  - 이형섭 (FXOpen 감독)
  - 박영식 (NS 호서 감독)
  - 최윤상 (MVP 감독)

### 2대 구성원
- 회장 : 곽정욱 (그래텍 대표)[4][5]

- 상임이사 : 오주양
- 사무국장 : 이준호

## e스포츠 연맹 10대 비전
2012년 10월 SlayerS팀 사건으로 기존의 스타크래프트2 팬들의 신뢰를 잃어버린 e스포츠 연맹의 이미지 쇄신과 더불어 e스포츠의 발전을 위해 그래텍이 발표한 e스포츠연맹 10대 비전은 아래와 같다.
- 체계적인 연맹 운영 : 선수는 물론 감독을 대상으로 한 소양 교육을 진행하고, 규정을 보완함과 동시에 상벌위원회 등을 운영해 불필요한 갈등을 미연에 방지.

- 연맹의 사단법인 설립 추진 : 체계적이고 공신력 있는 단체로서 기본이 될 수 있는 사단법인화 추진.

- 프로게임단 및 선수 회원 등록 관리 : 회원들의 권익 증진을 위해 게임단 회원 및 선수 회원 등록 및 관리 시스템 구축

- 안정적인 게임단 운영 환경 마련 : 프로게임단 운영에 도움이 될 수 있도록 후원 유치 및 각종 수익 사업 모색

- 팬 참여의 장 확대 (팬미팅, 이벤트전, 팬투표 등) : e스포츠 활성화를 위해 팬들이 보다 선수들과 가까워 질 수 있도록 팬미팅, 이벤트전, 팬투표를 통한 우수선수 시상 등 기획

- 경기 및 관람 환경 개선 추진 : 선수와 관객들이 더 쾌적한 환경에서 경기와 관람을 할 수 있는 편의 증진 방안 마련.

- 다양한 종목 육성 및 지원 : 다양한 종목과 계층을 대상으로 한 대회를 기획해 e스포츠의 저변 확대

- KeSPA와의 협력 추진 : 양 진영간의 선수 교류전, 연말 왕중왕전, 올스타 전에 대한 가능성을 타진하고, 궁극적으로 한국 내 통합 팀리그가 출범할 수 있도록 노력.

- 해외 팀과 선수에게도 문호 개방 : 국내 뿐 아니라 해외 팀이나 선수들도 연맹에 참여해 기본적인 권익 보호와 일정 조정은 물론 전 세계 e스포츠의 균형 있는 발전을 도모.

- 해외 대회 주최사들과 협력 : 연맹 소속 선수들이 지역을 초월해 보다 다양한 대회 출전 기회를 갖게 하며, 지역 간 선수들의 활발한 교류를 증진.

## 연혁
- 2012년 3월 28일 창립총회, e스포츠 연맹 출범 선언
- 2012년 5월 2일 스타크래프트2 e스포츠 비전 선포식 공동 개최
- 2012년 8월 2일 제1회 스타크래프트2 프로게이머 소양교육 개최
- 2012년 8월 8일 KeSPA와 공동 발전 협약 체결
- 2012년 10월 19일 원종욱 회장 사퇴[7]
- 2012년 11월 16일 곰TV 회장사로 추대, 그래텍 배인식 대표 e스포츠 연맹 회장 취임
- 2013년 1월 4일 2013년 전반기 소양교육 실시
- 2013년 2월 13일 AZUBU e스포츠 연맹 가입
- 2013년 3월 29일 그래텍 배인식 대표 사임, 곽정욱 대표 취임
- 2013년 9월 1일 SouL e스포츠 연맹 가입
- 2013년 9월 1일 LG-IM, MVP, Prime e스포츠 연맹 탈퇴
- 2013년 9월 2일 2013년 하반기 소양교육 실시
- 2013년 12월 19일 소울 해체
- 2013년 12월 26일 fOu 해체
- 2014년 1월 28일 e스포츠 연맹 공식 해체

## 참여했던 게임단
- 스타테일
- 팀 아주부
- 제넥스
- Old Generations
- Team SCV Life
- NS호서
- 프라임
- 인크레더블 미라클
- MVP
- SouL
- For Our Utopia

### 협력 게임단
- SlayerS

## 같이 보기
- e스포츠
- 프로게이머
- IeSF
- KeSPA

## 참조
1. ↑  스타2 게임단, ‘e스포츠 연맹’ 결성!  보관됨 2012-04-05 - 웨이백 머신 - 디스이즈게임
2. ↑  'ThisTalk' e스포츠연맹 원종욱 회장, “팬들의 응원이 큰 힘”  보관됨 2012-04-05 - 웨이백 머신 - 디스이즈게임
3. ↑  이스포츠 연맹 해체 발표 보관됨 2014-02-02 - 웨이백 머신, 연맹 홈페이지가 2014년 1월 15일자로 폐쇄되면서 다른 곳에서 발췌.
4. ↑  그래텍 회장사로, e스포츠연맹 사단법인 설립한다  보관됨 2016-03-04 - 웨이백 머신 - 게임메카
5. ↑  이스포츠 연맹, 2013년 운영 계획 발표  보관됨 2013-03-31 - 웨이백 머신 - 디스이즈게임
6. ↑  그래텍 e스포츠연맹 10대 비전 발표  - 게임조선
7. ↑  e스포츠연맹, "김가연 게임단주와 팬들에게 진심으로 죄송" [깨진 링크(과거 내용 찾기)] - 포모스